# 1호 전차
101번 특수목적차량 1호 전차(독일어: Sonderkraftfahrzeug 101 Panzerkampfwagen I; SdKfz 101 PzKpfw I 존더크라프트파어조익 아인훈드레어운트아인 판처캄프바겐 아인[*])은 제1차 세계 대전 이후 나치 독일이 개발한  경전차이다.
1호 전차는 7.92mm 기관총 2정 등으로 인해 훈련용 전차(대규모 기갑부대 전술 숙달용) 정도였지만, 스페인 내전과 제2차 세계 대전 초기의 폴란드 침공 및 프랑스 침공때까지 주력 전차로 활약했다. 그러나 1940년 프랑스 침공 이후 1호전차는 일선에서 물러나 후방 경비, 훈련용으로 사용되거나 자주포나 대전차 자주포 등의 파생형의 차체로 사용되었다. 또한 1호 전차의 개발 기간 중에는 산업용 트랙터라는 의미인 Landwirtschaftlicher Schlepper(약칭 L-S)로 불렸는데, 이는 나치 독일의 전차 개발 시도를 감추기 위한 것이었다. 이 이유는 1호 전차의 개발이 시작된 1932년 당시에는 베르사이유 조약의 눈치를 살폈기 때문이다. 그 때문에 종종 인터넷 웹사이트에서 'Traktor' 등의 명칭이 나오는 것도 이 때문이다. 1호 전차는 많은 수의 전차들이 특수 목적이나, 자주포로 개수되었다(1호대공전차, 1호대전차자주포,1호돌격전차 비존,1호 지휘전차 등등.

## 개발 역사
새로운 전차의 개발과 배치를 금지한 베르사유 조약으로 인해 전차 개발을 할 수 없었던 독일이었지만, 1932년부터 제1차 세계 대전의 전훈을 바탕으로 라인메탈, 크루프, 헨셀, MAN AG, 다임러-벤츠 등이 5톤 미만의 경전차 개발을 요구받고 개발에 들어갔고 1933년에 이 중에서 크루프사의 설계안이 채택되었는데, 이 설계안은 비밀리에 소련을 통해서 밀수한 영국제 카든 로이드 탱크를 많이 참고한 것이라고 한다.
베르사이유 조약은 독일이 어떤 종류의 전차든지 개발 및 생산하는 것을 금지하고 있었고, 이 때문에 크루프사가 설계한 모델은 독일어로 Landwirtschaftlicher Schlepper, 즉, ‘농업용 트랙터’라고 불렸다. 1933년 말, 설계는 크루프사의 차체와 다임러-벤츠사의 포탑 설계를 조합한 것으로 바뀌었다. 1934년, 이 전차는 ‘1호 전차 A형’(독일어: Panzer I Ausf A)로 명명되어 1934년 7월부터 생산에 들어갔다.
시제 차량은 소련에서 시험되었다. 당시 독일과 소련은 군사적으로 밀월관계였다. 서방 연합국으로부터 외교적으로 고립된 처지였던 두 나라는 1920년대부터 군사 교류를 비밀리에 추진했다. 많은 독일의 군사 기술자가 소련에서 비밀리에 무기 개발 및 테스트를 했고, 그 대가로 소련에 군사 기술을 전수해주었다. 1호 전차 역시 이 과정을 거친 것이다.
원래 1호 전차는 정찰 및 보병 지원 임무를 위한 경전차로 설계되었다. 그러나, 가장 중요한 개발 목표는 독일 전차부대의 편성 및 훈련용 차량을 공급하는 것이었다. 독일은 제1차 세계 대전 당시 A7V라는 전차를 전쟁 말기에 개발했으나, 생산 수량도 적었고 연합군 수준의 전차부대 편성을 해보지도 못한 채 전쟁을 끝내야 했다. 독일 전차부대는 사실상 경험이 전무한 백지 상태였던 것이다. 따라서 독일군 수뇌부의 우선 관심 사항은 제대로 된 전차가 아니라 제대로 전차를 운용할 수 있는 부대 편성 및 운용 교리의 확립이었다. 그런 용도로는 1호 전차 정도의 경전차는 비용 대비 효과면에서 확실히 괜찮은 것이었고, 주력 전차로 운용할 생각은 그들 자신도 갖고 있지 않았다. 가능한 본격적인 전투용 전차를 생산하여 기갑사단에 배치하고 1호 전차는 대체될 예정이었다. 그러나 제2차 세계 대전 발발 시점에서 1호 전차는 여전히 중요한 주력 전차로 사용되고 있었다. 성능이 더 나은 전차의 생산이 계획만큼 이뤄지지 않았기 때문이었다.
1호 전차 자체는 2가지 주요 변형으로 생산되었다. 최초 생산된 1호전차 A형은 향상된 엔진과 개량된 B형으로 대체되었다. B형은 더 길어진 차체와 보다 커진 대형엔진 때문에 장착된 추가 외부 로드휠로 구별할 수 있다. A형은 로드휠이 4개이며, B형은 5개다. 운용은 A형과 B형이 모두 유사했다. 공수 작전용 전차 개발이나 중장갑 전차를 만들려는 시도가 있었지만, 그렇게 해서 만들어진 것은 얼마되지 않았다. 1호 전차 대체 시점에서 전투 임무에는 적합하지 않은 구식 전차가 되어 있었다. 전차의 작은 크기 때문에 보다 큰 구경의 전차포를 탑재혀라는 시도는 실패로 돌아갔으나, 다른 용도로 개조되어 사용되었다. 훈련용, 최전방 부대에 탄약보급형, 지휘용 전차,대공전차,대전차자주포,돌격전차 등은 성공적이었다.

## 실전 기록

### 스페인 내전
|           | T-26      | 1호 전차        | CV-33                          | CV-35             |
| --------- | --------- | --------------- | ------------------------------ | ----------------- |
| 무게      | 9.4톤     | 5.4톤           | 3.15톤                         | 2.3톤             |
| 주포      | 45mm 포   | 2× 7.92mm MG 13 | 6.5mm 또는 8mm 기관총          | 8mm 브레다 기관총 |
| 탄약      | 122 발    | 2,250 발        | 8mm 3,200발 또는 6.5mm 3,800발 | 3,200             |
| 항속 거리 | 175 km    | 200 km          | 125 km                         | 125 km            |
| 장갑      | 7 ~ 16 mm | 7 ~ 13 mm       | 5 ~ 15 mm                      | 5 ~ 13.5 mm       |

1호 전차는 첫 실전을 1936년 스페인 내전에서 치렀다. 1936년 7월 18일, 이베리아반도에서 스페인을 두 조각낸 스페인 내전이 벌어졌다. 봉기 발발 직후, 양측은 인민전선과 스페인 민족주의 전선으로 갈리어 자신들을 공고히했다. 양측은 거의 즉시 소련이나 독일같은 세계 여러 나라로부터 지원을 받았다. 외국제 전차가 처음 수송된 것은 그해 10월 15일이었으며 소련으로부터 수송된 T-26 경전차 50대였다. 전쟁 기간 중 소련이 인민전선에 공급한 T-26은 모두 281대였다. 이에 대해 독일은 신생 공군 및 전차와 군사고문단 등을 보내 프란시스코 프랑코를 지원했으며, 독일 해군의 호위 아래 즉시 41대의 1호 전차를 며칠 뒤에 스페인에 공급했다. 처음 공급된 1호 전차는 A형 38대와 B형 지휘전차 3대였다. 최초의 수송 이래 B형을 4차례 더 공급했으며 총 공급대수는 132대였다.
| 날짜        | 수량  |
| ----------- | ----- |
| 1936년 10월 | 41대  |
| 1936년 12월 | 21대  |
| 1937년 8월  | 30대  |
| 1937년 말   | 10대  |
| 1939년 1월  | 30대  |
| 총          | 132대 |

첫 번째 수송된 전차는 빌헬름 요세프 리터 폰 토마 중령의 지휘 아래 토마 전투단(Gruppe Thoma)으로 전력화되었다. 이 전투단은 기록에 따라 Panzergruppe Drohne로도 불렸으며, 88 전차대대라고도 했다. 토마 전투단은 독일 콘도르 군단의 지상군 편제로서 임커 전투단의 일부를 이루었다. 7월과 10월 사이에 국민당파는 세비야에서 톨레도로 쾌속 진격하여 수도 마드리드를 장악할 수 있는 지점에 이르렀다. 1936년 10월 18일에 국민당파 군대가 매우 빠르게 진격하여 이예스카스(Illescas) 마을을 점령하자, 스페인 공화국 정부는 마누엘 아자나(Manuel Azana) 대통령을 포함하여 발렌시아 주와 바르셀로나로 대피해야 했다. 프랑코군의 진격을 저지하고 마드리드를 지키기 위해, 크리보세인(Krivoshein) 중령의 지휘 아래 소련제 기갑차량들이 마드리드 남쪽에 10월 말 이전에 배치되었다. 수대의 T26이 도착한 것에 힘입어 파울 아망 대위는 프랑코군이 북쪽으로 진격하는 것을 저지할 목적으로 토레혼 데 벨라스코(Torrejon de Velasco) 마을 방향으로 반격작전에 나섰다. 이것이 스페인 내전에서 첫 번째 전차전이었다. 초기 성공에도 불구하고, 공화파 기갑부대와 보병 간의 통신 불량으로 아망 대위의 전차는 고립되었고 많은 전차가 파괴되었다. 이 전투에서 훗날 "몰로토프 칵테일"이라는 별명으로 불리게 될 화염병이 대전차전용으로 처음으로 사용되었다. 프랑코군의 기갑부대가 진격할 때 소련제 BA-10 장갑차로 무장한 파리 꼼뮨 대대와 교전을 벌였다. BA-10에 장착된 37 mm 대전차포가 빈약한 장갑을 가진 독일제 1호전차를 500m 밖에서 충분히 격파할 수 있다는 것을 알게 되었다. 비록 1호전차들이 150m 거리 밖에서 T-26을 격파할 수 있었지만, 공화파군은 자신들이 장비한 더 강력한 45mm 전차포의 화력을 이용하여 500m 밖에서 교전을 벌이기 시작했다.
프랑코군은 1호 전차를 내전 중에 거의 모든 주요 공세 작전에 사용했으나, 그들은 더 많은 노획 T-26을 자신들의 전차 전력으로 흡수했다. 리터 폰 토마도 노획한 T-26 1대당 500 페스타를 지불하고 사들이기도 했다. 1호 전차의 치명적인 결함을 업그레이드하려는 시도가 있었다. 1937년 8월 8일, 가르시아 팔라사르(Garcia Pallasar) 소장은 프랜시스코 프랑코로부터 각서를 받았다. 이 각서에는 1호 전차에 20mm 기관포를 장착할 필요성이 언급되어 있었다. 드디어 선택된 무장은 독일제 Flak 38 대공기관포같은 경쟁자들에 비해 설계가 간단해서 이탈리아의 브레다 사제 M1935 20mm 기관포였다. 더군다나 20mm 브레다 기관포는 거리 250m 밖에서 40mm 두께 장갑판을 뚫을 수 있었고, 라이벌인 T-26 경전차의 전면 장갑을 충분히 관통할 수 있었다. 비록 40대의 이탈리아제 CV.35 경전차도 20mm 브레다 기관포로 무장을 교체하여 주문되었지만, 나중에 20mm 기관포 탑재형 1호 전차의 성능이 더 뛰어난 것으로 드러나 이탈리아제 전차의 주문은 취소되었다. 시험형은 1937년 9월에 개발되었으며, 성공적인 결과에 따라 주문이 이어졌다. 
1938년 후반에 다른 1호 전차들이 노획한 소련제 T-26 또는 BT-5에서 떼어낸 45mm 전차포를 탑재하기 위해 세비야의 무기 공장(Armament Factory of Sevilla)으로 보내졌다. 두 번째 독일제 전차들은 원래 장착되어 있던 무장을 37mm 마클렌 대전차포로 교체하기 위해 보내졌다. 이 전차포는 소련이 수송선 A. 안드레에프 호로 1936년 말에 이베리아반도 북쪽의 아스투리아스 지방으로 보냈던 것이다. 이러한 개조 노력들의 성공 여부는 알려지지 않았다.
스페인 내전의 경험으로 1호 전차는 화력 및 방어력에서 많은 개량이 있어야 한다는 것은 분명한 사실로 입증되었고, 이 결과는 3호 전차 및 4호 전차 개발에 반영되었다. 당시 많은 1호전차가 공화파군에 노획되었고, 20mm나 25mm 대전차총으로 개수되어 다시 전투에 투입되었다.

### 제2차 세계 대전
1호 전차는 훈련용 전차로 계획되어 실제 전투에는 3호 전차로 대체될 예정이었다. 그러나, 3호 전차의 생산 지연때문에 1호 전차가 폴란드 침공 당시 주력 전차로 사용되었고, 프랑스 침공, 덴마크, 노르웨이에서도 주력 전차로 사용되었다. 노르웨이에서는 당시 노르웨이군의 대전차 무기 부족 문제로, 잘 싸웠지만 여전히 많은 1호 전차가 중기관총의 집중 사격, 화염병, 박격포, 야포(Field gun)의 직접 조준 사격, 사제 폭탄(Improvised explosive device, IED) 등에 파괴되었다. 중국 국민당도 15대의 1호 전차를 구입했는데, 이 1호 전차들은 1937년 8월부터 11월까지 상하이 전투에 투입되었다. 투입된 1호 전차 대부분은 파괴되거나 중국군 자신의 손으로 버려졌거나 일본군이 노획했다.
독일군이 전투용 장비에서 1호 전차를 제외시킨 후, 1호 전차들은 점령지의 순찰 임무나 전차병 훈련용으로 사용되었으며, 자주포 등의 다른 파생형으로 개조되기도 했다.

## 파생형

### 1호 전차 A형
1호 전차의 최초 생산형으로, 독일어 명칭은 ‘Panzerkampfwagen I Ausf A’(PzKpfw IA)이다. 1934년 6월에서 1936년 6월까지 다임러-벤츠, 헨셀, 크루프, MAN AG에서 총 818대가 생산되었다. 훈련 및 개발용 전차로 계획되었던 A형은 본래 주력 전차로 사용할 예정이었던 3호 전차의 생산 지연으로 전쟁 초기까지 주력전차로 독일군 기갑부대에서 널리 쓰였다. 제법 빨리 폐기된 편이지만, 1941년 말까지 핀란드 및 북아프리카 전선에서도 사용되었다. 나중에 생산된 B형과는 여러 가지 면에서 다르다. A형은 4개의 로드휠만 가져 B형과 구분할 수 있는데, A형과 B형의 가장 중요한 차이점은 엔진이다. A형의 크루프 M305 엔진은 힘이 부족했고, 4.02m의 짧은 길이와 5.4톤으로 더 가벼운 A형은 B형보다 성능이 떨어졌다.

### 1호 전차 A형 훈련용 차량
1호 전차를 개조한 전차병 훈련용 차량(Panzer I Ausf A ohne Aufbau)은 전차병 훈련을 위해 개조된 차량이다. 상부 구조물이나 포탑이 제거되고 차체만 남겨놓은 채 내부는 완전히 개방되었으며, 조종 훈련생 및 교관 외에 그들 뒤에서 훈련 상황을 관찰하는 3명의 훈련병이 탑승했다. 서스펜션과 차체는 A형과 동일하나, 전체 무게는 3.5톤으로, 높이는 1.15m로 감소했다. 기타 성능은 유사했다. B형도 이런 목적으로 개조된 차량이 존재한다.

### 1호전차A형 탄약보급차
SdKfz 111의 제식명이 부여된 탄약보급차는 최전선에서 전차부대에 탄약을 재보급할 수 있는 장갑화된 궤도차량을 공급하려는 목적에서 개발된 지원차량이다. 1939년 9월에 초기 생산된 1호전차 A형 중에서 51대는 벤츠사가 탄약보급차량으로 개조하였고, 나중에는 일선에서 물러난 B형과 C형 일부도 탄약보급차로 개조되어 1943년까지 사용되었다. 개조 작업은 간단히 포탑을 제거하고, 포탑이 있던 자리에 2조각으로 된 철제 장갑을 설치했다. 폴란드와 프랑스 전투에서 기갑부대와 함께 작전하며 임무를 수행했다. 5톤의 A형에 비해 조금 가벼웠고, 높이도 1.4m로 낮춰졌다. 연료 탱크의 용량도 감소하여 주행 거리도 95km로 줄었고, 기관총 2정의 무장도 폐지되었다. 전차부대 외에 탄약 소모량이 많은 1호 자주대공포와 1호 중보병포 부대에서도 이 탄약보급차를 사용했다.

### 1호전차A형 가교전차
A형 차체에 도하용 장비를 탑재하려는 시도로, 포탑을 낮추고 대신에 도하용 가교를 설치한 파생형이다. 그러나 차체의 서스펜션이 위에 얹혀진 다리의 무게를 지탱하지 못해 시도는 실패로 돌아갔다. 하지만, 이때의 경험을 살려 2호 전차 차체를 이용한 가교 전차는 성공했다.

### 1호전차A형 화염방사전차
야전 현지 개조로 만들어진 전차다. 포탑 전면에 설치된 기관총 1정을 제거하고, 그 자리에 휴대용 화염방사기를 설치하고, 10초 동안 25m 거리로 불을 내뿜을 수 있는 연료를 탑재했다. 스페인 내전의 경험에 착안한 아이디어였는데, 근접한 목표에 대해 기관총보다 더욱 강력한 화력을 갖게 되었다. 개조 작업은 계속된 것은 아니고, 독일 5 경기갑사단이 토브룩 전투 중에 사용했다고 보고한 것만 기록되어 있다.

### 1호 지휘전차
‘Sd.Kfz 265’라는 제식명을 부여받은 1호 지휘전차는 전차부대 지휘용으로 개발되었다. 지휘전차를 개발하게 된 배경은 1호 전차의 승무원이 전차장과 운전병 2명 뿐이라 전차장이 사수 역할을 겸해야 해서 지휘관 입장에서는 두 가지 임무(전투 지휘 및 기관총수 역할)을 효율적으로 수행하기 힘들었기 때문이다. 지휘전차는 5번째 로드휠을 추가하여 차체 길이를 늘리고 엔진 성능을 상향시켰고, 기존 포탑 및 상부 구조물을 내부에 지휘용 물품과 FuG6 무전기 및 FuG2 무전기를 추가한 공간을 마련했다. 포탑에 장착된 기관총은 1정만 남겼고, MG 13이나 MG 34가 볼마운트에 장착되었고, 승무원도 1명(무전병)이 더 늘었다. 이 지휘전차용 차체는 1호 전차 B형의 기본이 되었으며, B형보다 중량은 5.9톤, 높이는 1.99m로 높아졌다. 장갑은 나중에 15mm 추가 장갑을 장착하여 지휘전차는 전쟁 초기 모든 기갑부대에 배치되어 활약했으나, 1942년에는 대부분 보조 임무로 돌려졌다. 총 190대가 지휘전차로 개조되었는데, 크루프사가 A형에서 개조한 지휘전차는 6대에 불과했고, 나머지 184대는 다임러-벤츠사가 B형을 개수한 것이었다.

### 1호전차B형 훈련전차
B형 개조 훈련전차는 차체는 B형과 동일하지만, 상부구조물과 포탑이 없다. 원래는 회수전차로 계획되어 표준형 B형 차량 중에서 164대를 개수하여 생산되었으나, 3호 전차 등 더 커진 전차들이 도입되는 바람에 회수 업무는 수행할 수 없게 되었고, 1940년 이 개수 차량들은 훈련 임무로 돌려졌다. B형 훈련 전차는 원형보다 4톤으로 더 가볍고 1.35m로 훨씬 낮았다. A형 개조 훈련전차처럼 전투실 구획은 상부가 개방되었으나 무장은 하고 있었다.

### 47mm 대전차자주포
1호 대전차 자주포(Panzerjager I, 47mm PaK (t) (Sf) auf Panzerkampfwagen I Ausf B)로 알려진 이 버전은 독일군이 처음으로 시도한 장갑 대전차구축차다. 기존 회전식 포탑을 제거하고, 그 자리에 체코제 47mm 대전차포를 탑재하고, 장갑판으로 고정식 전투실을 탑재한 것이다. 47mm 대전차포는 체코슬로바키아를 점령하면서 노획한 제품으로 기존 독일군의 PAK36 37mm 대전차포보다 성능이 우수했다. 포를 둘러싼 장갑판이 14.5mm로 두꺼운 편이었지만, 위나 뒤는 뚫려 있어서 방어가 전혀 안되었다. 포 자체는 -8도에서 12도까지 부양각과 35도 각도로 좌우로 선회할 수 있었다. 주포용으로 86발의 포탄을 탑재했다. 성능은 B형과 유사했으나, 6.4톤으로 더 무거워졌고 길이도 2.25m가 더 늘었다.

### sIG 33 (Sf) 150mm 자주포
A형보다 큰 B형 차체는 포탑을 제거하면 더 큰 화포를 탑재할 수 있었다. 이 점을 이용하여 150mm 중보병포를 탑재한 자주포가 sIG 33이다. 이 거대한 포(mammoth piect)는 상대적으로 구경이 짧아서 차량 높이를 2.8m로 높였을 뿐만 아니라, 폭도 2.06m로 늘린 터무니없는 크기의 상부구조물에 겨우 맞았다. 포가 탑재된 전투실의 장갑은 겨우 10mm였으며, 1호 대전차자주포처럼 전면과 측면만 방호되었고, 위와 뒤쪽은 뻥 뚫렸다. 중량이 8.5톤까지 늘어난 결과, 차체에 과도한 하중을 가해 큰 성공작은 아니었다. 1940년 2월, 일선에서 물러난 구형 B형 전차 38대를 알케트사가 개조하여, 6개 자주중보병포 중대로 편성되어 기갑사단이나 기갑군단 직할로 1943년까지 운용되었다. sIG는 25도의 선회각도와 -4도에서 75도의 부앙각을 가졌으며, Rblf36 조준경을 장착했다. 포탄은 차체에는 고작 3발만 탑재가 가능했던 관계로 별도의 하프트랙이나 역시 1호전차를 개조한 탄약수송차에 의존했다. 포의 크기가 너무 커서 전투실에는 3명의 승무원이 탑승했으며, 2명이 별도의 탄약수송차에서 포탄 및 장약을 담당했다. 이러한 탄약 보급 방식은 현대에도 마찬가지다. sIG포는 전쟁이 진행됨에 따라 더 큰 차체에 탑재된 후에는 성공적으로 운용되었다.

### 1호 전차B형 화염방사 전차
화염방사 전차는 북아프리카에서 A형 후기형에 행해졌던 것과 유사한 야전에서 현지 개조가 스페인 내전 중에 있었으나, 제2차 세계 대전 중 사용 기록은 없다.

### 1호 전차B형 개조 폭파전차
독일어 명칭은 Ladungsleger auf Panzerkampfwagen I Ausf B이다. B형 전차의 후부 엔진 데크에 폭발물 개조 키트를 설치하여 요새화된 방어 거점이나 장애물에 폭탄을 설치하는 용도로 사용되었다. 이 전차는 기갑부대가 아닌 3개 기갑공병중대로 편성된 공병대대의 3중대에서 10대를 수령하여 운용했다. 소방차의 사다리처럼 접히는 형태의 긴 기계팔에 폭탄이 얹혀져 있고, 사용 시에는 팔을 조정하여 폭파지점에 폭탄을 올려놓고 안전한 곳으로 후퇴하는 방식이었다. 폭탄은 지연신관이 달린 50kg나 75 kg의 것이 사용되었다.

### 1호 전차 C형
C형은 정찰 및 공수 작전용으로 1호 전차를 재설계한 것이다. 독일 육군 병기국은 1939년 9월 15일, 초대형 수송 글라이더인 기간트(나중에 프로펠러 엔진을 달고 4발 대형 수송기 Me323 기간트가 됨)에 실어 공수작전에 투입할 목적으로 1호전차를 개량할 것을 결정했다. 이 결정에 따라 C형이 탄생했는데, 설계는 크라우스-마파이AG가 담당했다. 전체 무게는 8톤으로 증가했고, 전진 8단, 후진 2단의 변속기로 작동하는 마이바흐 HL45P(6실린더 3800rpm 150 hp) 엔진을 장착했다. 로드휠길이는 4.19m로 짧아졌고, 폭은 1.92m, 높이는 1.94m가 되었다. 속도는 시속 79 km, 주행거리는 300km로증가되었다. 무장도 바뀌어 기존 MG-13 기관총 2정을 20mm EW141 기관포와 MG-34 기관총으로 교체했다. 기관포는 -10도 ~ 20도의 부앙각을 가졌다. 장갑은 전면 30mm, 측면 및 후방이 20mm로 늘어났고, 바닥과 상부는 10mm였고, 장갑에 경사진 부분은 거의 없었다. 현가장치는 리프 스프링에서 토션바로 바뀌었고, 로드휠은 이때 처음으로 중첩된 형태로 배열되었다. 안쪽에 3개, 바깥에 2개가 마치 올림픽 오륜마크 같은 모양으로 중첩된 형태로 배치한 이런 배열 방식은 이후 독일 전차의 특징이 되었다. 이러한 개선에도 불구하고, C형은 여전히 시대에 뒤떨어진 전차였다. 모체가 된 1호 전차 자체가 구식화되어 물러난 상태였으니 C형도 그 한계를 벗어날 수는 없었던 것이다. 특히 1941년 크레타 섬 전투 이후 독일군이 공수작전을 완전히 포기한 후에는 C형은 더욱 그 가치를 잃어갔다. 결국 이들 C형들은 대부분 예비부대로 돌려졌다.

### 1호 전차 D형
VK 6.02라 명명된 1대만 1942년에 시험적으로 만들어졌다. 처음 개발 의도는 영국군의 마틸다 보병전차같은 용도로 추진되어 무장보다 장갑 강화에 초점을 맞추었다. 그러나, 이미 3호 및 4호의 생산량이 충분해지고, 판터와 티거 개발이 추진되고 있던 상황이어서 시험차량만 만들어지고 중지되었다.

### 1호 F형
독일어 명칭은 Panzerkampfwagen I Ausf F (PzKpfw IF)이다. 원래 VK1801이라는 이름이 부여된 시험 생산 모델이었는데, 21톤의 중장갑 대보병용 전차로 완전히 새로운 1호 전차를 설계하려는 마지막 시도였다. F형은 장갑 방어력을 가능한 최대 수준으로 늘린 1호 전차 최후의 개량형이다. 전면 장갑은 80mm, 측면 및 후방은 50mm, 상부 및 바닥은 25mm로 장갑이 강화되었다. 하지만, 경사장갑은 없었다. 서스팬션과 엔진은 C형과 똑같았으나, 변속기는 C형과 달리 전진 4단 후진 1단의 단순한 것이었다. 전체 길이는 4.38m로 늘어났으며, 폭은 2.64m, 궤도는 접지압을 줄일 수 있는 더 넓은 궤도를 장비했다. 전면에는 운전병용 슬라이드식 관측창과 잠망경이 설치되었고, 전차장용으로도 전차장용 해치 주변에 5개의 잠망경이 설치되어 주변 관측을 용이하게 할 수 있도록 배려했다. 기관총에도 조준경이 설치되었다. 엔진은 C형과 똑같으면서 장갑 강화로 인한 무게가 늘어난 덕분에 속도 성능은 C형보다 떨어져, 속도는 시속 25km였고, 주행거리는 150km였다. 무장은 MG-34 기관총 2정이었다. 당시 대부분의 대전차 무기에 이겨낼 수 없었던 반면, 느린 속도와 약한 무장은 F형의 용도를 대보병작전 정도로만 한정짓지 않을 수 없게 했다. 시제차는 1940년 6월 17일에 나왔으나 정작 생산 시기는 1942년 4월부터 11월까지였고, 그나마 크라우스-마파이 사가 단 30대만을 개조하였다. 이미 3호 전차, 4호 전차, 3호 돌격포, 4호 돌격포 등이 생산되는 와중에 무장과 속도가 빈약한 구식 1호 전차의 개량형을 보병지원용으로 생산을 계속할 이유도 여력도 없었던 것이다.

## 제원

### 무장
1호 전차는 7.92mm MG-13 기관총 2정(후에 MG-34로 교체)을 포탑에 무장했다. 이 기관총은 포탑에 고정 장착되었다. 이 때문에 1호 전차는 보병과 소프트 차량들을 상대로 좋은 전차로 평가받게 했다. 그러나, 장갑 차량에 대해서는 완전히 무력했다.

### 승무원
1호 전차의 승무원은 운전수와 차장 2명이다. 운전수는 전방에 앉으며, 차장은 포탑에 앉아 기관총과 무전기를 담당했다.

### 장갑
1호 전차의 장갑은 대단히 얇아 겨우 소총탄과 동급 기관총탄을 막아내는 정도였다. 1호 전차는 측면은 13mm 두께의 경사가 거의 없거나, 있어도 약간 있는 균질 압연 강판 장갑이며, 포탑 상부는 8mm, 차체 상부와 측면은 6mm의 장갑을 가졌다. 장갑은 소총탄과 대부분의 기관총탄을 막을 수 있는 수준이었으나, 보다 강력한 대전차총, 대전차포에는 무력했다. 장갑이 얇음에도 불구하고, 실전 사용을 고려해야 한다는 제안에 비싼 기법인 표면 경화처리된 것이었다.

### 기동성

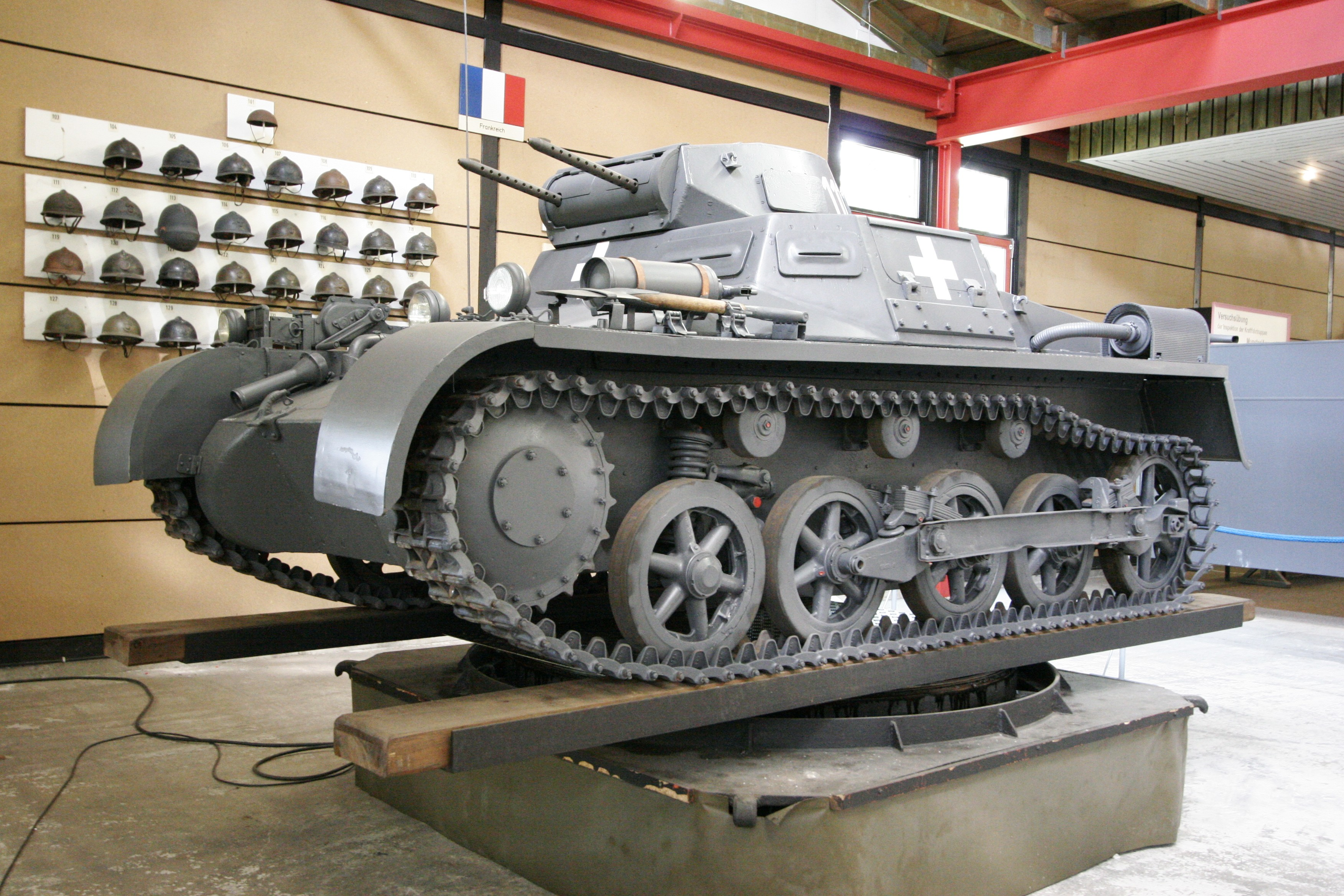
독일 전차박물관에 전시 중인 1호 전차 A형

1호전차 A형은 57마력(43 kW) 크루프 제 M305 4실린더 가솔린 엔진을 사용했다. 도로 상에서 시속 37km로 145km를 주행할 수 있었다. B형은 100마력(75 kW) 6실린더 마이바흐 NL38TR 엔진으로 교체되었는데, B형은 노상에서 최고 속도 시속 40km로 170 km 주행이 가능했다.

## 의의
1호 전차는 사실상 본격적인 기갑 전투용 차량으로서는 부족한 것이 많았다. 1호 전차와 거의 동시에 개발된 2호 전차 역시 마찬가지였다. 그러나, 제1차 세계 대전 때에도 몇 대의 시제품만 생산한 것에 그쳐 기갑부대 운용 경험이 사실상 전무했던 독일에 다음과 같은 중요한 역할을 수행했다
- 기갑 전술 교리 개발 및 적용
- 독일 중공업 회사들에 전차의 설계 및 생산에 관한 기초 데이터 : 1호 전차의 설계 및 개발에 참여했던 회사들은 이후 독일 전차 개발에 항상 그 이름을 내밀었으며, 지금도 마찬가지이다.

물론 전차가 부족했던 독일군은 1호전차 및 2호전차를 1940년 프랑스 전역까지 주력 전차로 사용할 수밖에 없었는데, 아이러니한 것은 이 시기가 독일군 기갑부대의 최전성기였다는 점이다.